# Samuel Wagstaff
Samuel Standfield Wagstaff junior, né le 21 février 1945 à New Bedford (Massachusetts), est un mathématicien américain qui travaille en théorie algorithmique des nombres et en cryptographie.

## Biographie
Wagstaff étudie au Massachusetts Institute of Technology où il obtient un B. Sc. en 1966 et soutient une thèse de Ph. D. en 1970 à l'université Cornell sous la supervision de Oscar S. Rothaus (On infinite Matroids). Il est professeur à l'université de Rochester, à l'université de l'Illinois à Urbana-Champaign, à l'université de Géorgie et depuis 1983 professeur à l'université Purdue. Il y est un des membres fondateurs du Center for Education and Research in Information Assurance and Security (CERIAS) ; cet organisme fait suite au Computer operations, audit and security technology (COAST) où il a travaillé jusqu'en 1990. Wagstaff était également chercheur invité à l'Institute for Advanced Study.

## Recherche
Wagstaff travaille sur l'analyse d'algorithmes, particulièrement en théorie algorithmique des nombres en cryptographie et en calcul parallèle. Avec Jeff Smith, il construit dans les années 1980 un ordinateur dédié à la factorisation de nombres qui utilise la méthode de  factorisation par fraction continue alors largement employée ; ordinateur appelé « Georgia Cracker »,. Avec Robert Silverman il étudie en 1993 l'algorithme de factorisation par courbes elliptiques, méthode introduite par Hendrik Lenstra.
Depuis 1983, Wagstaff coordonne le projet Cunningham, qui publie des tables de factorisation de nombres de la forme {\displaystyle b^{n}\pm 1} dont les nombres de Mersenne et les nombres de Fermat sont des cas particuliers.
Une famille particulière de nombres premiers, les nombres premiers de Wagstaff, porte son nom.

## Publications
- John David Brillhart, Derrick H. Lehmer, John L. Selfridge, Bryant Tuckerman et Samuel S. Wagstaff, Factorization of {\displaystyle b^{n}\pm 1}, b=2,3,5,6,7,10,11,12, up to high powers, American Mathematical Society, coll. « Contemporary Mathematics » (no 22), 1983, 1988, 2002, 265 p. (ISBN 978-0-8218-3301-8, présentation en ligne, lire en ligne) — La 3e édition, de 2002, est sous forme électronique.
- (en) Samuel S. Wagstaff, , Jr., Cryptanalysis of number theoretic cipher, Boca Raton, Chapman & Hall CRC, coll. « Computational Mathematics Series », 2003, xvi+318 (ISBN 1-58488-153-4, MR 2000260, lire en ligne).
- Carlos J. Moreno et Samuel S. Wagstaff, , Jr., Sums of squares of integers, Boca Raton, Chapman & Hall CRC, coll. « Discrete Mathematics and its Applications », 2006, xii+354 (ISBN 978-1-58488-456-9, MR 2189437, lire en ligne).
- Wagstaff The Cunningham Project, Fields Institute
- (en) Samuel S. Wagstaff, Jr., The Joy of Factoring, Providence, RI, American Mathematical Society, coll. « Student Mathematical Library » (no 68), 2013, 293 p. (ISBN 978-1-4704-1048-3, présentation en ligne)